# Oman tại Thế vận hội Mùa hè 2008
Oman tham dự Thế vận hội Mùa hè 2008 tại Bắc Kinh.
Lần đầu tiên quốc gia này đưa 1 vận động viên nữ đến Thế vận hội. Buthaina Yaqoubi đại diện Oman trong cuộc chạy đua 100m nữ.

## Điền kinh
| Vận động viên     | Nội dung | Vòng loại 1 | Vòng loại 1 | Vòng loại 1 | Vòng loại 2 | Vòng loại 2 | Vòng loại 2 | Bán kết   | Bán kết | Bán kết | Chung kết | Chung kết |
| Vận động viên     | Nội dung | Thời gian   | Hạng        | Toàn bộ     | Thời gian   | Hạng        | Toàn bộ     | Thời gian | Hạng    | Toàn bộ | Thời gian | Hạng      |
| ----------------- | -------- | ----------- | ----------- | ----------- | ----------- | ----------- | ----------- | --------- | ------- | ------- | --------- | --------- |
| Abdullah Al Sooli | 100m nam | 10.53       |             | 48          | Bị loại     | Bị loại     | Bị loại     | Bị loại   | Bị loại | Bị loại | Bị loại   | Bị loại   |
| Abdullah Al Sooli | 200m nam |             |             |             | Bị loại     | Bị loại     | Bị loại     | Bị loại   | Bị loại | Bị loại | Bị loại   | Bị loại   |
| Buthaina Yaqoubi  | 100m nữ  | 13.90       |             | 82          | Bị loại     | Bị loại     | Bị loại     | Bị loại   | Bị loại | Bị loại | Bị loại   | Bị loại   |

## Bắn súng
Nam
| Vận động viên  | Nội dung                     | Tứ kết | Tứ kết | Chung kết | Chung kết | Hạng |
| Vận động viên  | Nội dung                     | Điểm   | Hạng   | Điểm      | Hạng      | Hạng |
| -------------- | ---------------------------- | ------ | ------ | --------- | --------- | ---- |
| Dad al Balushi | 50 m súng trường nằm bắn nam | 582    | 51     | Bị loại   | Bị loại   | 51   |

## Bơi
Một vận động viên bơi đại diện Oman.
| Vận động viên     | Nội dung         | Tứ kết    | Tứ kết | Bán kết   | Bán kết | Chung kết | Hạng |
| Vận động viên     | Nội dung         | Thời gian | Hạng   | Thời gian | Hạng    | Thời gian | Hạng |
| ----------------- | ---------------- | --------- | ------ | --------- | ------- | --------- | ---- |
| Mohammed Al-Habsi | 100m bơi ếch nam | 1:12.28   |        | Bị loại   | Bị loại | Bị loại   | 62   |